# Noclip
Noclip est une société de production consacrée à la création de documentaires sur les jeux vidéo. Fondée en 2016 par Danny O'Dwyer, un journaliste de jeux vidéo et producteur de documentaires irlandais, elle se finance uniquement par l'intermédiaire de dons sur la plateforme participative Patreon.

## Histoire
Avant de lancer Noclip, O'Dwyer se fait connaître grâce à son travail d'animateur et de producteur sur le site de jeux vidéo GameSpot, où il anime des émissions telles que Escape from Mount Stupid, Random Encounter, The Point et The Lobby. Aux Game Awards 2016, il est nommé dans la catégorie des « joueurs tendance de l'année »,.
La chaîne YouTube de Noclip est créée le 5 septembre 2016 par O'Dwyer, et dévoile une bande-annonce de ses intentions le 12 septembre 2016. Le nom de l'entreprise provient du « mode Noclip », une tricherie répandue dans les jeux vidéo qui permet aux joueurs de traverser les murs en ignorant les contraintes des décors imposés par les développeurs. « Avec Noclip, nous allons traverser les murs du jeu et jeter un coup d'œil de l'autre côté », déclare O'Dwyer.
O'Dwyer a l'idée de faire appel au financement participatif au lieu de se reposer sur le modèle traditionnel de la plupart des sites Web de jeux vidéo, qui s'appuie sur la publicité, après avoir constaté que la course aux clics nivelle vers le bas la qualité du journalisme de jeu vidéo. Noclip est ainsi lancé par le biais d'une campagne Patreon et est soutenu uniquement par le financement participatif ; en 2019, la chaîne compte 5 000 mécènes qui donnent au total plus de 23 000 dollars par mois.

## Style de documentaire
Lors des tournages de ses documentaires, Noclip ne laisse aucun contrôle sur le produit final aux personnes rencontrées, pour éviter tout risque d'influence. O'Dwyer adopte une approche décontractée auprès des personnes avec qui il s'entretient, les encourageant à se détendre. Les documentaires Noclip ne diffusent pas de publicités ; le financement participatif est donc leur seule source de revenus.
Le premier projet auquel se consacre Noclip porte sur Rocket League, choisi pour son positionnement à mi-chemin entre les grands studios AAA et les jeux indépendants. Le deuxième projet couvre l'histoire de la série de jeux Doom, et révèle au passage des images inédites de Doom 4. Les autres documentaires produits par Noclip portent notamment sur Final Fantasy XIV, Horizon Zero Dawn, GOG.com, The Witcher 3: Wild Hunt et Astroneer ; mais aussi sur les jeux produits par Bethesda Game Studios, Arkane Studios, Jonathan Blow, John Romero et Brendan Greene.